# Kajsackoje
Kajsackoje (ros. Кайсацкое) – wieś w Rosji, w obwodzie wołgogradzkim, w rejonie pałłasowskim. W 2010 liczyła 1924 mieszkańców.